# МКС-65
МКС-65 — шестьдесят пятая долговременная экспедиция Международной космической станции (МКС), которая началась 17 апреля 2021 года, 01:34 UTC в момент отстыковки корабля «Союз МС-17». Экспедиция начала работу в составе семи человек, перешедших из экипажа МКС-64.
24 апреля 2021 года, 09:08 UTC экспедиция пополнилась ещё четырьмя членами экипажа корабля SpaceX Crew-2. 2 мая 2021 года, 00:35 UTC предыдущий корабль SpaceX Crew-1 с четырьмя членами экипажа отстыковался от станции и вернулся на Землю 2 мая 2021 года, 06:56 UTC.
5 октября 2021 года, 12:22 UTC экспедицию пополнил командир корабля «Союз МС-19». Вместе с ним на станцию прибыли два участника экспедиции посещения для съёмок художественного фильма, которые вернулись на Землю вместе с кораблём «Союз МС-18».
Завершилась экспедиция МКС-65 17 октября 2021 года, 01:14 UTC в момент отстыковки корабля «Союз МС-18» от станции.
Особенностью 65-й экспедиции стали работы по интеграции модуля «Наука» с Международной космической станцией.

## Экипаж
| Должность             | 17.04—24.04.21                                      | 24.04—02.05.21                                      | 02.05—05.10.21                                      | 05.10—17.10.21  | № полёта | Корабль доставки |
| --------------------- | --------------------------------------------------- | --------------------------------------------------- | --------------------------------------------------- | --------------- | -------- | ---------------- |
| Командир              | Шеннон Уокер, командир до 27.04.2021                | Шеннон Уокер, командир до 27.04.2021                |                                                     |                 | 2        | SpaceX Crew-1    |
| Бортинженер           | Майкл Хопкинс                                       | Майкл Хопкинс                                       | 2                                                   |                 |          | SpaceX Crew-1    |
| Бортинженер           | Виктор Гловер                                       | Виктор Гловер                                       | 1                                                   |                 |          | SpaceX Crew-1    |
| Бортинженер           | Соити Ногучи                                        | Соити Ногучи                                        | 3                                                   |                 |          | SpaceX Crew-1    |
| Бортинженер           | Олег Новицкий                                       | Олег Новицкий                                       | Олег Новицкий                                       | Олег Новицкий   | 3        | Союз МС-18       |
| Бортинженер           | Пётр Дубров                                         | Пётр Дубров                                         | Пётр Дубров                                         | Пётр Дубров     | 1        | Союз МС-18       |
| Бортинженер           | Марк Ванде Хай                                      | Марк Ванде Хай                                      | Марк Ванде Хай                                      | Марк Ванде Хай  | 2        | Союз МС-18       |
| Бортинженер           |                                                     | Шейн Кимбро                                         | Шейн Кимбро                                         | Шейн Кимбро     | 3        | SpaceX Crew-2    |
| Бортинженер           | Меган Макартур                                      | Меган Макартур                                      | Меган Макартур                                      | 2               |          | SpaceX Crew-2    |
| Бортинженер, командир | Акихико Хосидэ, командир с 27.04.2021 по 04.10.2021 | Акихико Хосидэ, командир с 27.04.2021 по 04.10.2021 | Акихико Хосидэ, командир с 27.04.2021 по 04.10.2021 | 3               |          | SpaceX Crew-2    |
| Бортинженер, командир | Тома Песке, командир с 04.10.2021                   | Тома Песке, командир с 04.10.2021                   | Тома Песке, командир с 04.10.2021                   | 2               |          | SpaceX Crew-2    |
| Бортинженер           |                                                     |                                                     |                                                     | Антон Шкаплеров | 4        | Союз МС-19       |

## Ход экспедиции

### Выходы в открытый космос
- 2 июня 2021 года, Олег Новицкий и Пётр Дубров, выход из модуля «Поиск» длительностью 7 ч 19 мин, космонавты провели замену сменной панели регулятора расхода жидкости в системе терморегулирования ФГБ «Заря» и провели отстыковку кабелей между СМ «Звезда» и СО «Пирс», а также другие работы в рамках подготовки к приёму МЛМ «Наука» и отстыковки «Пирса»[7].
- 16 июня 2021 года, Шейн Кимбро и Тома Песке, выход из модуля «Квест» длительностью 7 ч 15 мин, установка новой панели солнечной батареи станции[8].
- 20 июня 2021 года, Кимбро и Песке, выход из модуля «Квест» длительностью 6 ч 28 мин, завершение установки и разворачивание новой панели солнечной батареи станции[9].
- 25 июня 2021 года, Кимбро и Песке, выход из модуля «Квест» длительностью 6 ч 45 мин, установка и разворачивание дополнительной солнечной батареи станции[10].
- 3 сентября 2021 года, Новицкий и Дубров, выход из модуля «Поиск» длительностью 7 ч 54 мин, космонавты подключили кабели системы электроснабжения к новому российскому модулю «Наука», смонтировали перекидной поручень на втором приборно-грузовом отсеке по 3-й плоскости модуля «Наука», а также подключили кабель Ethernet к многоцелевому лабораторному модулю[11].
- 9 сентября 2021 года, Новицкий и Дубров, выход из модуля «Поиск» длительностью 7 ч 20 мин, космонавты завершили подключение кабеля локальной сети Ethernet к модулю «Наука», проложили между модулями «Звезда» и «Наука» кабель локальной сети Ethernet, два высокочастотных телевизионных кабеля и кабель системы сближения «Курс-П», на модуле «Поиск» разместили установочные платформы с тремя контейнерами «Биориск-МСН» для биоэкспериментов, а также выполнили ряд других работ на российском сегменте МКС[12].
- 12 сентября 2021 года, Акихико Хосидэ и Песке, выход из модуля «Квест» длительностью 6 ч 54 мин, проведение подготовительных работ по установке новой солнечной панели iROSA[13].

### Принятые грузовые корабли
- SpaceX CRS-22, запуск 03.06.2021, стыковка 05.06.2021 к модулю «Гармония» (IDA-3 на PMA-3).
- Прогресс МС-17, запуск 29.06.2021, стыковка 02.07.2021 к зенитному узлу модуля «Поиск».
- Cygnus CRS NG-16, запуск 10.08.2021, стыковка 12.08.2021 к надирному узлу модуля «Юнити» манипулятором SSRMS.
- SpaceX CRS-23, запуск 29.08.2021, стыковка 30.08.2021 к модулю «Гармония» (IDA-2 на PMA-2).

### Отстыкованные грузовые корабли
- «Прогресс МС-14», отстыковка от кормового узла модуля «Звезда» 27.04.2021, затопление 29.04.2021.
- Cygnus CRS NG-15, отстыковка и отделение от надирного узла модуля Unity манипулятором SSRMS 29.06.2021, затопление 02.07.2021.
- SpaceX CRS-22, отстыковка от модуля «Гармония» (IDA-3 на PMA-3) 08.07.2021, приводнение 10.07.2021.
- «Прогресс МС-16» в связке с модулем «Пирс», отстыковка от надирного узла модуля «Звезда» и затопление 26.07.2021.
- SpaceX CRS-23, отстыковка от модуля «Гармония» (IDA-2 на PMA-2) 30.09.202, приводнение 01.10.2021.

### Перестыковки кораблей
- 21 июля 2021 года, перестыковка  SpaceX Crew-2 с переднего стыковочного узла PMA-2 на зенитный стыковочный узел PMA-3 модуля «Гармония»[14].
- 28 сентября 2021 года, перестыковка  Союз МС-18 с модуля «Рассвет» на модуль МЛМ-У «Наука».

### Приём и интеграция многофункционального лабораторного модуля (МЛМ) «Наука»
- 2 июня 2021 года — устранение всех внешних связей между модулем «Пирс» и МКС для приема модуля МЛМ «Наука» в рамках ВКД-48[7].
- 21 июля 2021 года — запуск МЛМ «Наука»[15].
- 26 июля 2021 года — расстыковка от надирного узла модуля «Звезда» и затопление связки «Прогресс МС-16» — модуль «Пирс» для освобождения стыковочного узла для МЛМ «Наука»[16].
- 29 июля 2021 года — стыковка МЛМ «Наука» к надирному стыковочному узлу модуля «Звезда»[17].
- 3 сентября 2021 года — интеграция МЛМ «Наука» в российский сегмент МКС в рамках ВКД-49[11].
- 9 сентября 2021 года — интеграция МЛМ «Наука» в российский сегмент МКС в рамках ВКД-50[12].

### Экспедиция посещения
5 октября 2021 года, 12:22 UTC на станцию кораблём «Союз МС-19» прибыли два участника экспедиции посещения — режиссёр и продюсер  Клим Шипенко и актриса  Юлия Пересильд — для первых в истории съёмок художественного фильма в космосе. Участники экспедиции посещения покинули станцию 17 октября 2021 года, 01:14 UTC и вернулись на Землю 17 октября 2021 года, 04:35 UTC кораблём «Союз МС-18».